# Musée du Palais Mocenigo
Ne doit pas être confondu avec Palais Mocenigo.
Le musée du Palazzo Mocenigo (en italien : Palazzo Mocenigo di San Stae) est un palais situé  au sud du Grand Canal, dans le sestiere de Santa Croce, près de l'église de San Stae, à Venise, en Italie. C'est aujourd'hui un musée de tissus et de costumes, géré par la Fondazione Musei Civici di Venezia.

## Bâtiment
Le palais est un grand bâtiment construit dans le style gothique. Il fut largement réaménagé au début du XVIIe siècle. À compter de cette époque, le palais devient la résidence de la branche San Stae de la famille Mocenigo, l'une des familles vénitiennes les plus importantes. Sept membres de la famille ayant été des doges de Venise.
Vers 1500, le plan de Jacopo de' Barbari esquisse un tracé de l’édifice qui, à cette époque-là, présentait une base presque carrée avec une cour au centre. Le palais fut progressivement agrandi au fur et à mesure de l'acquisition des propriétés adjacentes et rénové. L’aspect qu’il conserve actuellement remonte probablement au début du XVIIe siècle. 

### Façades
Les deux façades extérieures, donnant sur la rue salizàda et sur le canal de San Stae, sont caractérisées par ses amples serliennes, caractéristiques de l’architecture vénitienne des XVIIe et XVIIIe siècles. Des fenêtres à trois pans à ouverture centrale cintrée et à deux entablements latéraux inférieurs permettent, entre autres, aux étages nobles et aux mezzanines de s’alterner. 
La première présente dans la partie centrale trois serliennes superposées, reliées par des encorbellements de l’époque de Sansovini (motif qui se répète également dans les fenêtres latérales) ; l’aile de gauche est prolongée, ce qui rend l’ensemble non symétrique et présente, de plus, une partie plus basse par rapport au corps principal ; les plinthes sont ornées de bossages. 
La seconde façade a des portes architravées et des serliennes seulement aux deux étages nobles ; les fenêtres latérales sont subdivisées de manière à créer un double ordre de pièces, et la structure principale est flanquée d’une aile considérablement plus basse, avec, à l’étage noble une serlienne.
La façade sur la salizada reflète un goût plus tardif par rapport à celle sur le canal, présentant des lignes du XVIIe siècle. La façade donnant sur la rue, à partir de laquelle on accède aujourd’hui au bâtiment, montre une extension sur le côté gauche, résultant d’acquisitions d’édifices adjacents. 

### Intérieur
L’intérieur est typique des maisons patriciennes vénitiennes, avec une grande salle centrale (pòrtego) destinée à des fonctions de représentation, sur laquelle donnent les autres pièces.
Habité par la famille Mocenigo encore récemment, le palais conserve au premier étage noble des fresques et un mobilier rococo ou néoclassique qui remontent principalement à la seconde moitié du XVIIIe siècle. La grande salle de réception, le salon rouge et le salon vert sont particulièrement remarquables. 
Les fresques des plafonds réalisées en 1787 pour les noces du neveu d’Alvise IV avec Laura Corner, ont été peintes par Jacopo Guarana, Giambattista Canal et Giovanni Scajario. Tout aussi remarquables, les portes en bois de loupe et les cadres en bois sculptés et dorés.

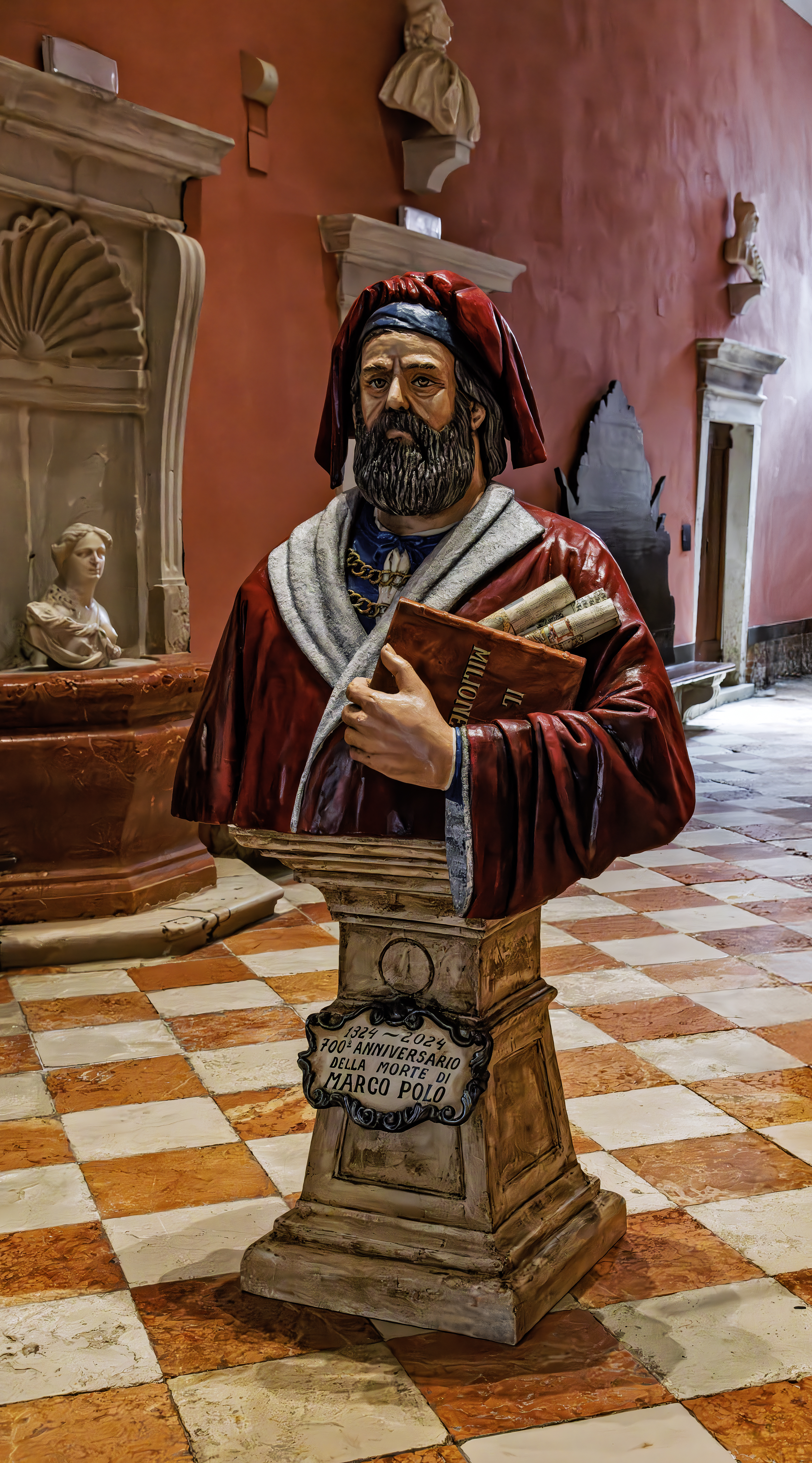
Sculpture pour le 700e anniversaire de la mort de Marco Polo
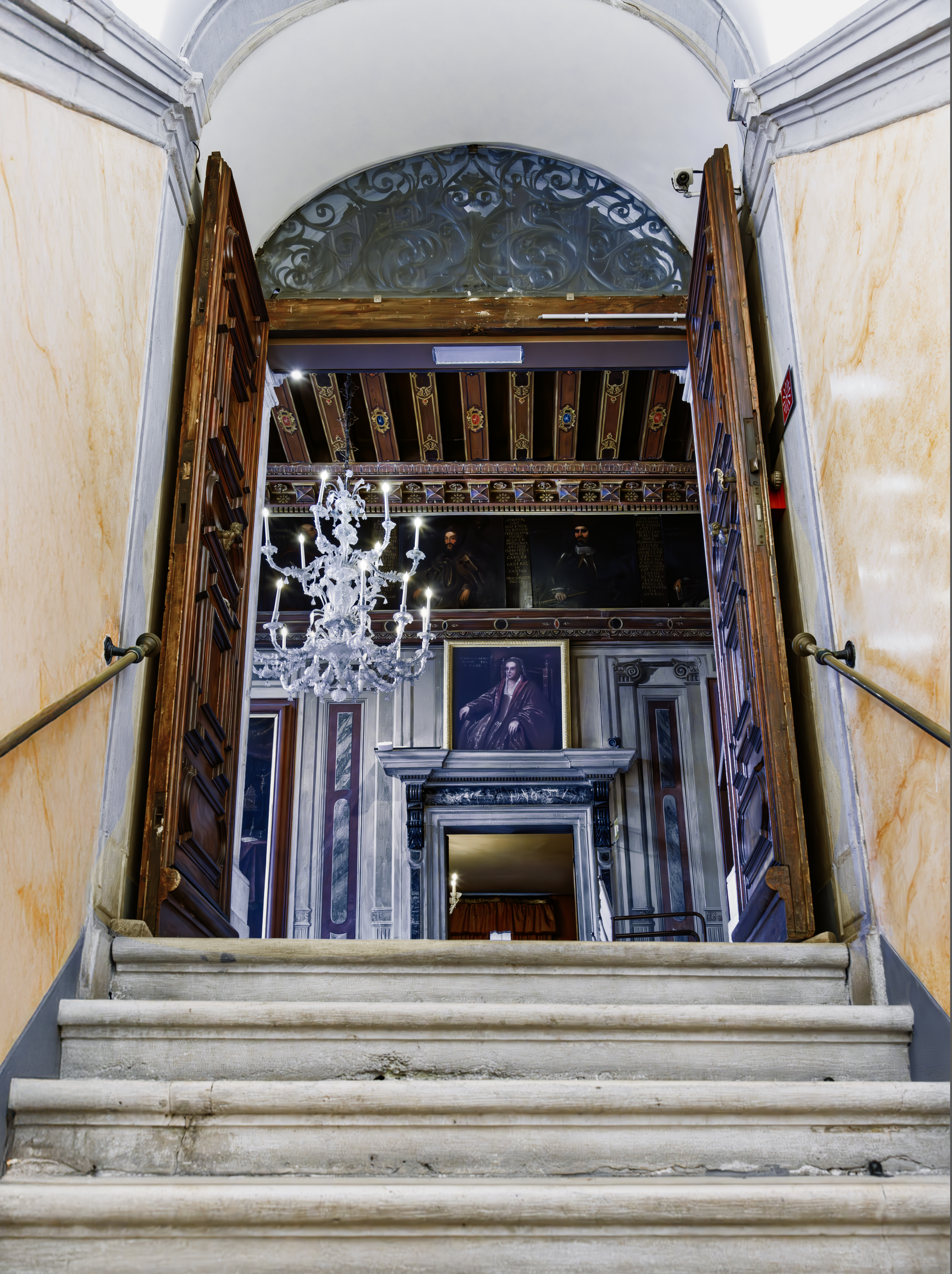
L'entrée du Portego
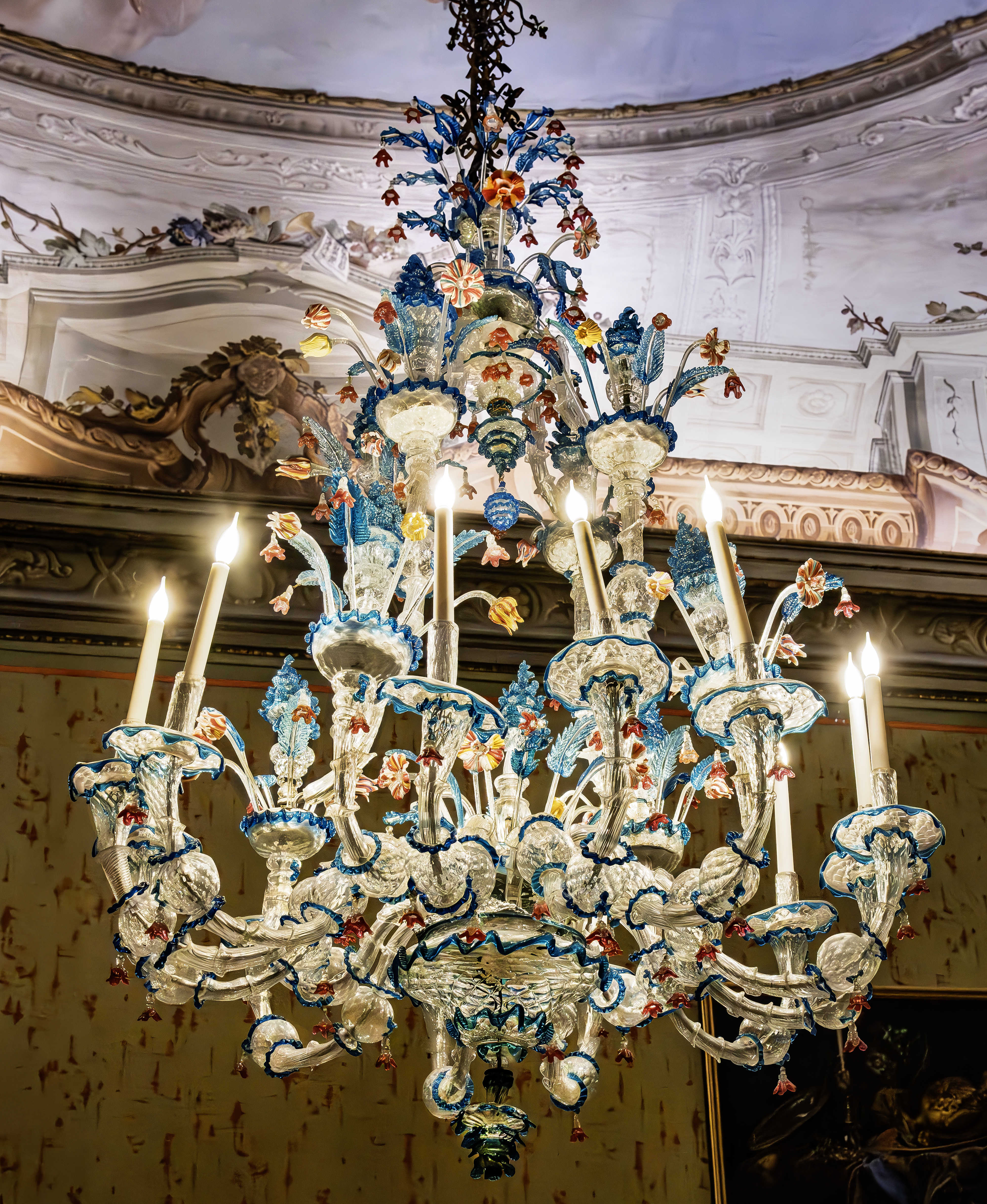
Lustre en verre de Murano, dit Ca'Rezzonico.Fleur : polychrome a ciocca. Facture muranaise du XVIIIe

## Musée
Le Palazzo Mocenigo a été légué à la commune de Venise par Alvise Nicolò Mocenigo en 1945. Il était le dernier descendant de la famille et voulait que le palais soit utilisé « comme galerie d'art, pour compléter le musée Correr ». En 1985, le palais a été affecté aux Études de l'Histoire des Tissus et des Costumes. Le musée abrite des collections de textiles et de costumes, provenant principalement des collections Correr, Guggenheim et Cini, ainsi que du palais Grassi. Le Palazzo Mocenigo possède également une bibliothèque au premier étage couvrant l'histoire des costumes, des tissus et de la mode, notamment du XVIIIe siècle.
Au XVIIIe siècle, le palais a été décoré de fresques par Giambattista Canal, Giovanni Scajaro et Jacopo Guarana.
Le dispositif de visite a été entièrement rénové et agrandi en 2013.

### La vie à Venise auxXVIIeetXVIIIesiècles
Le parcours conduit à vingt salles au premier étage noble, permettant de doubler les espaces d’exposition ouverts en 1985. L'aménagement a été conçu par Pier Luigi Pizzi. Le mobilier, les peintures, toiles, pastels et verreries présentés au palais n’ont jamais été exposés auparavant et proviennent de différents dépôts des musées civiques de Venise. L’ensemble évoque différents aspects de la vie et des activités de l’aristocratie vénitienne entre le XVIIe et le XVIIIe siècle.

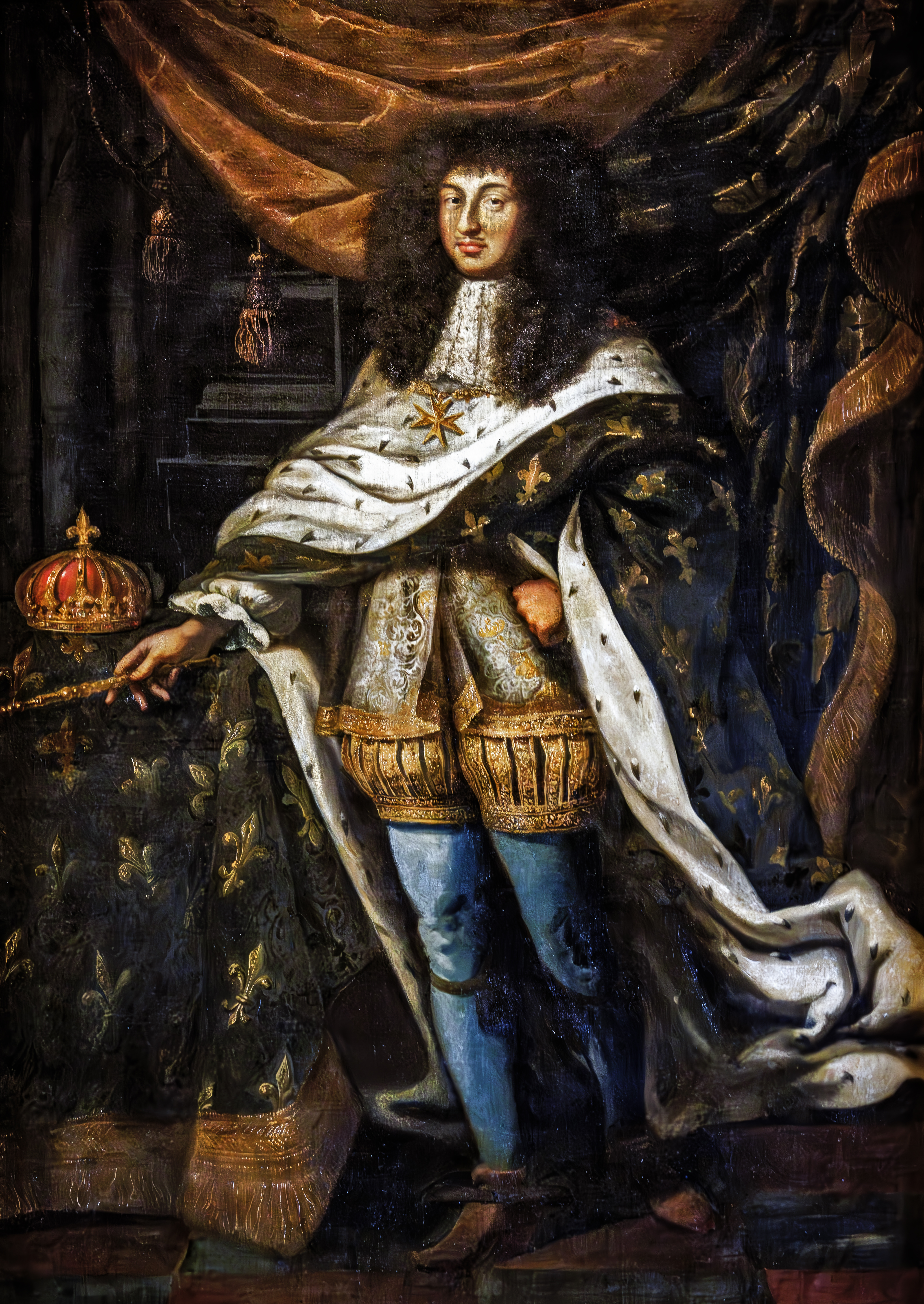
Portrait de Louis XIV auteur anonyme vers 1670
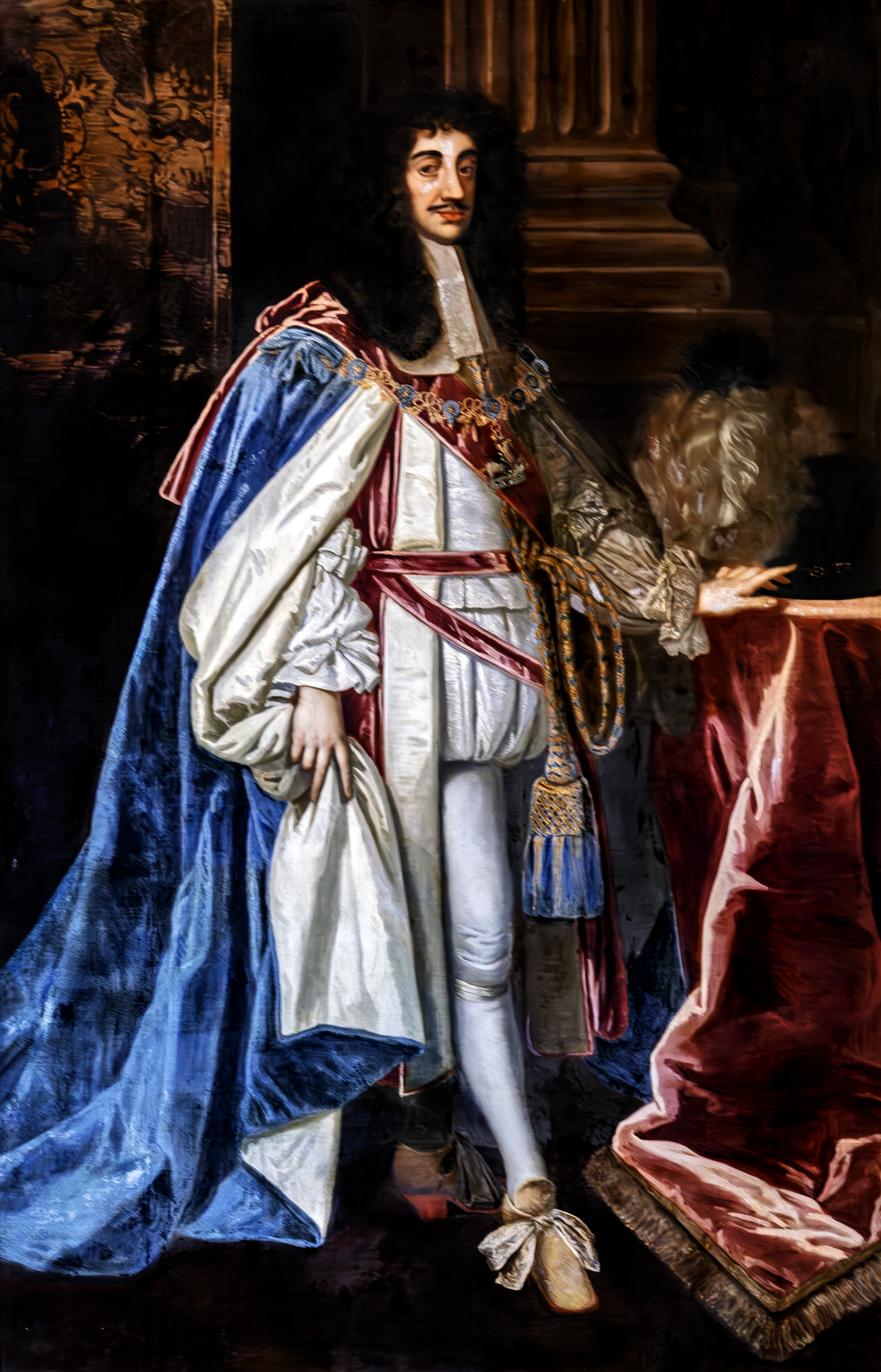
Portrait du roi Charles II Stuart - Attribué à Peter Lely vers 1651
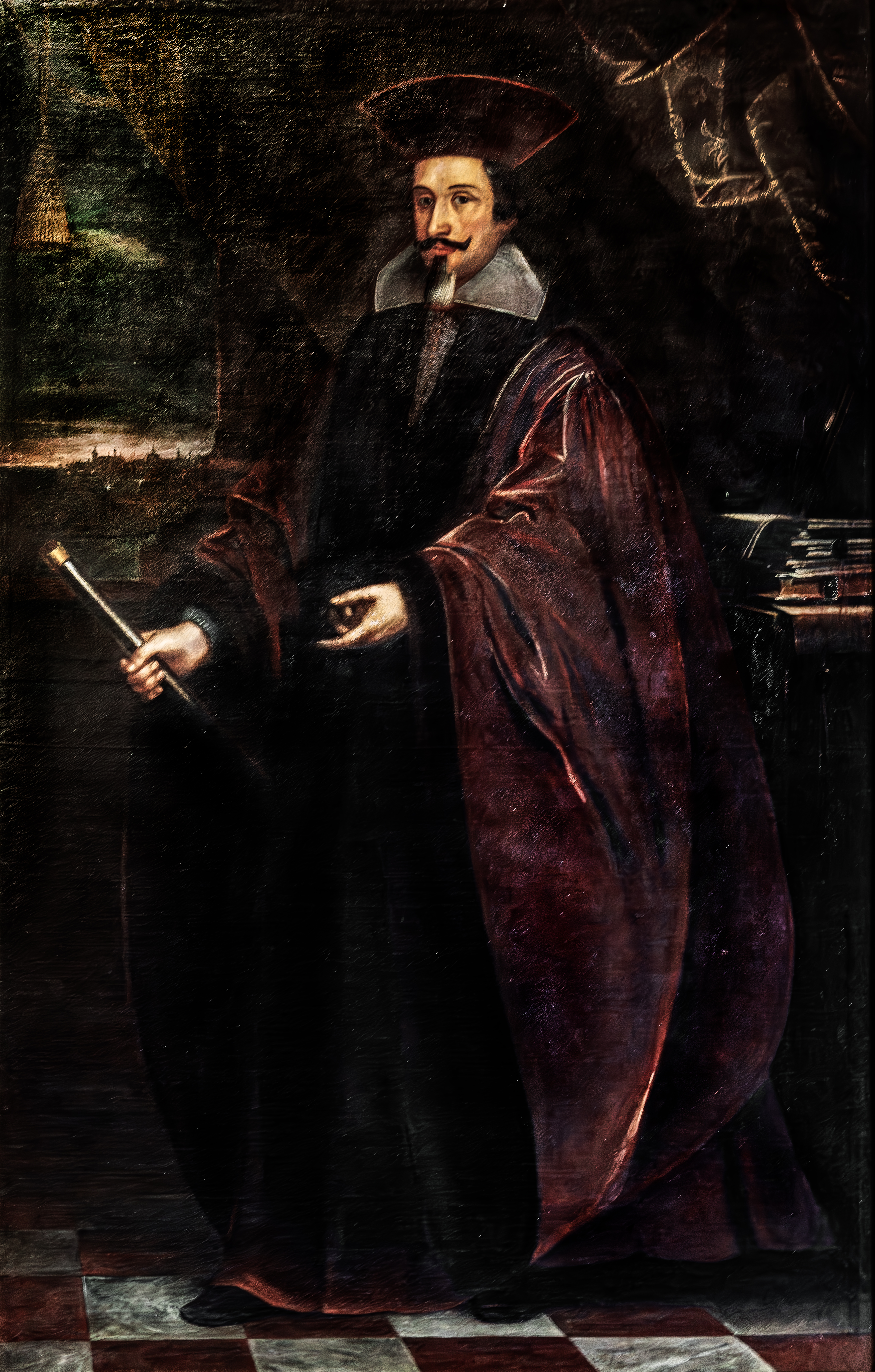
Portrait d'Alvise Mocenigo (l'amiral) en costume de procurateur de St Marc
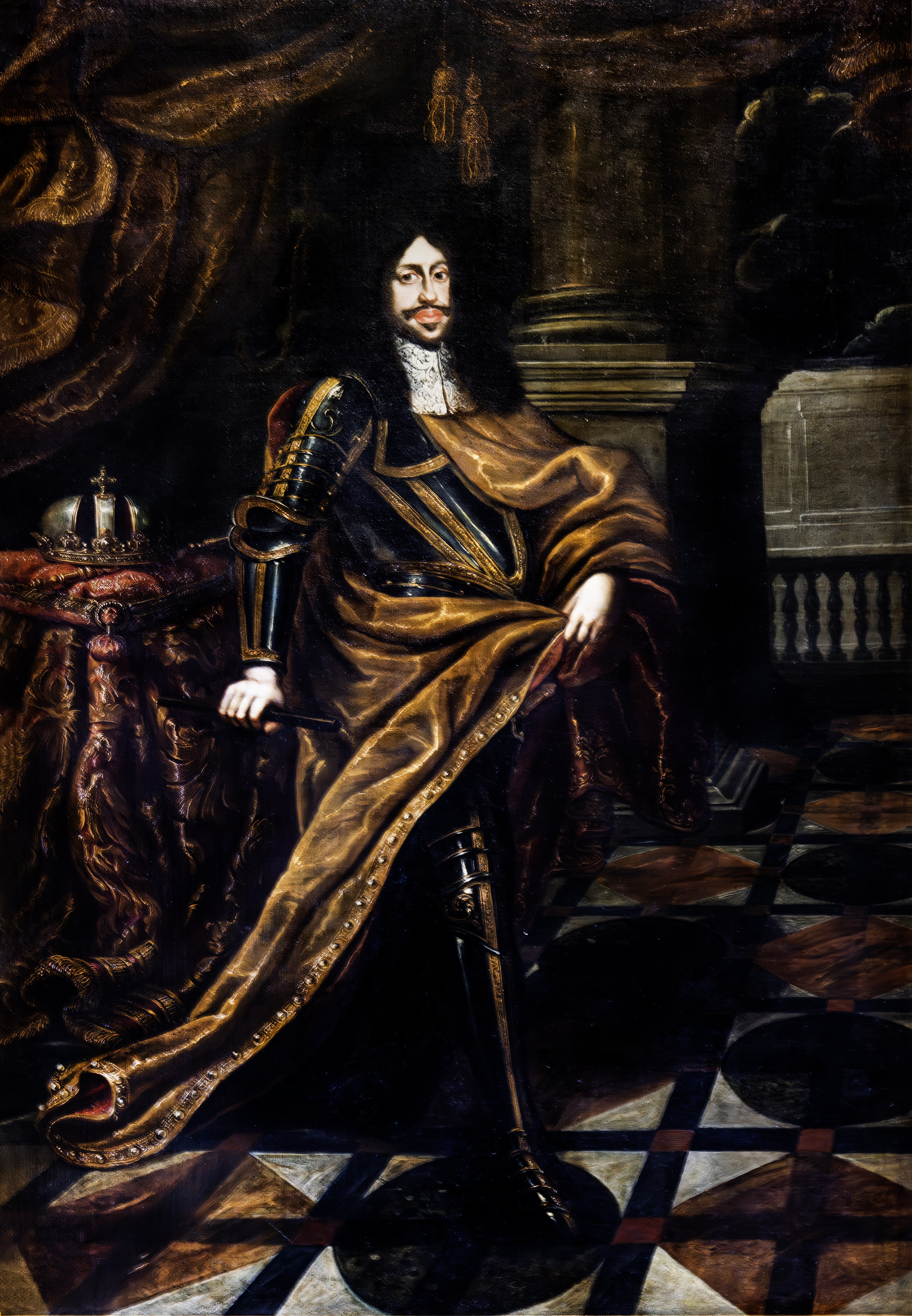
Portrait de l'empereur Léopold Ier de Habsbourg
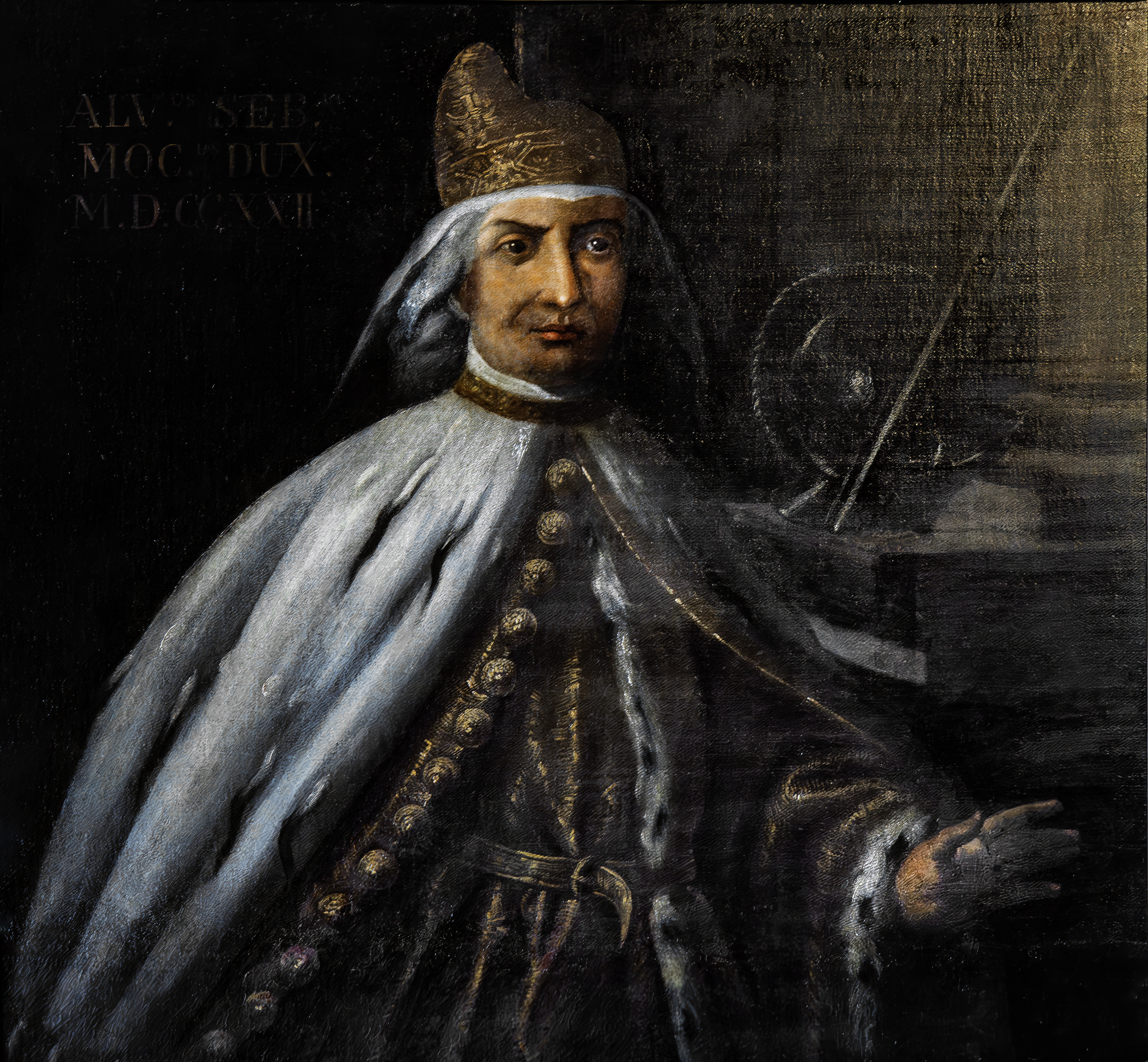
Portrait du doge Alvise III Sebastiano Mocenigo
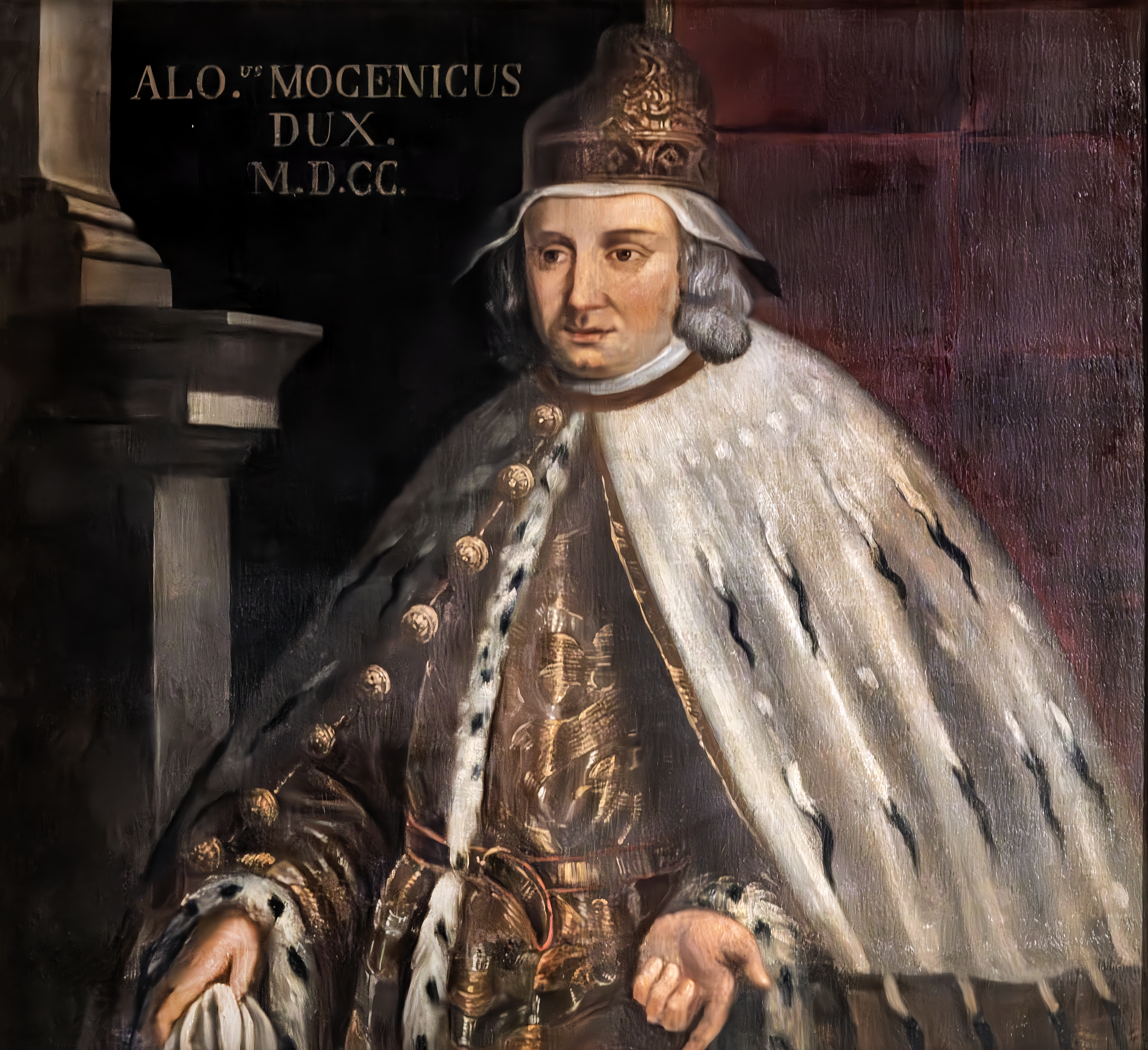
Portrait du doge Alvise IV Mocenigo (1763)
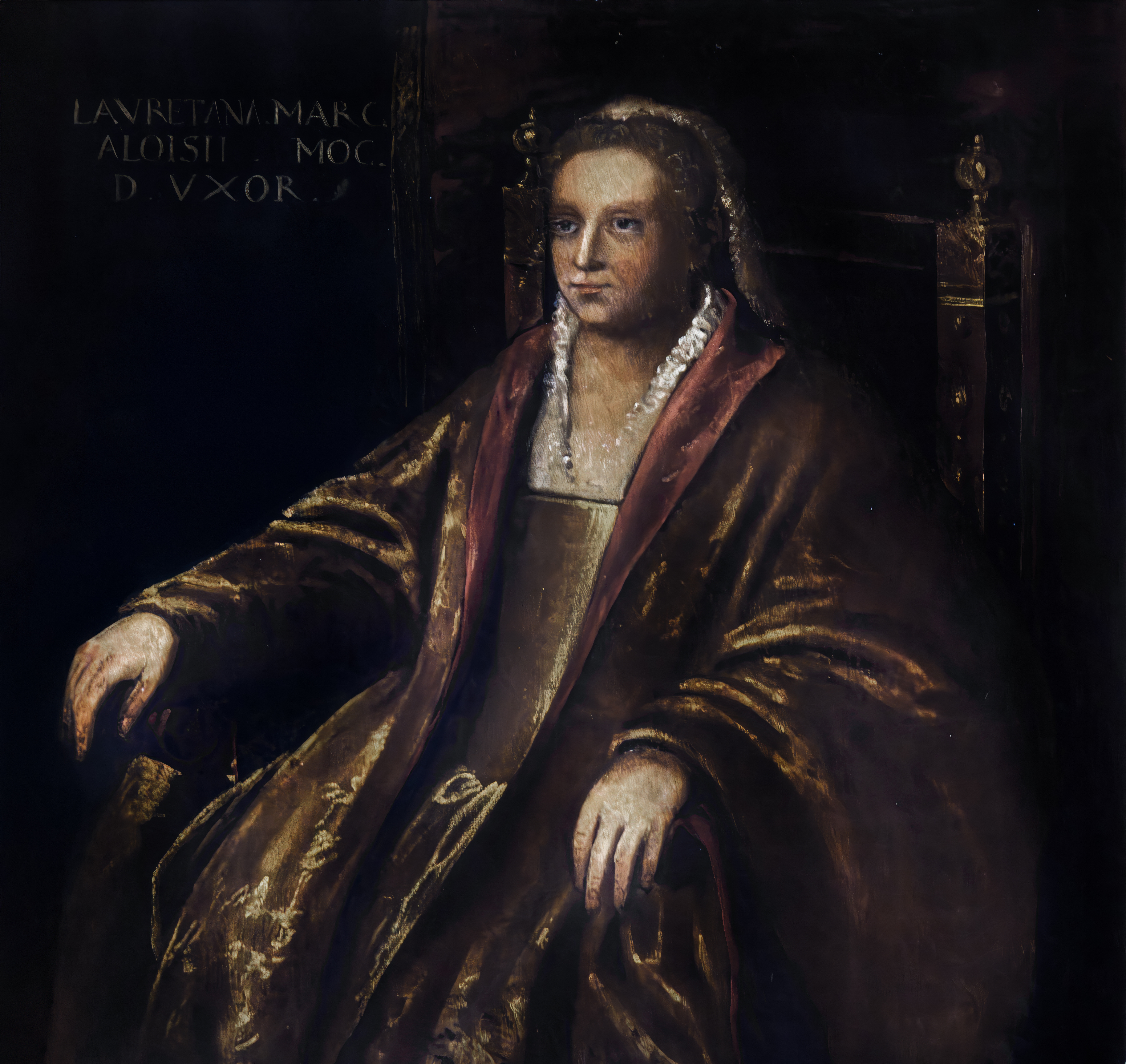
Portrait de la dogaresse Loredana Marcello épouse du doge Alvise Ier
Portrait du procurateur Leonardo Mocenigo
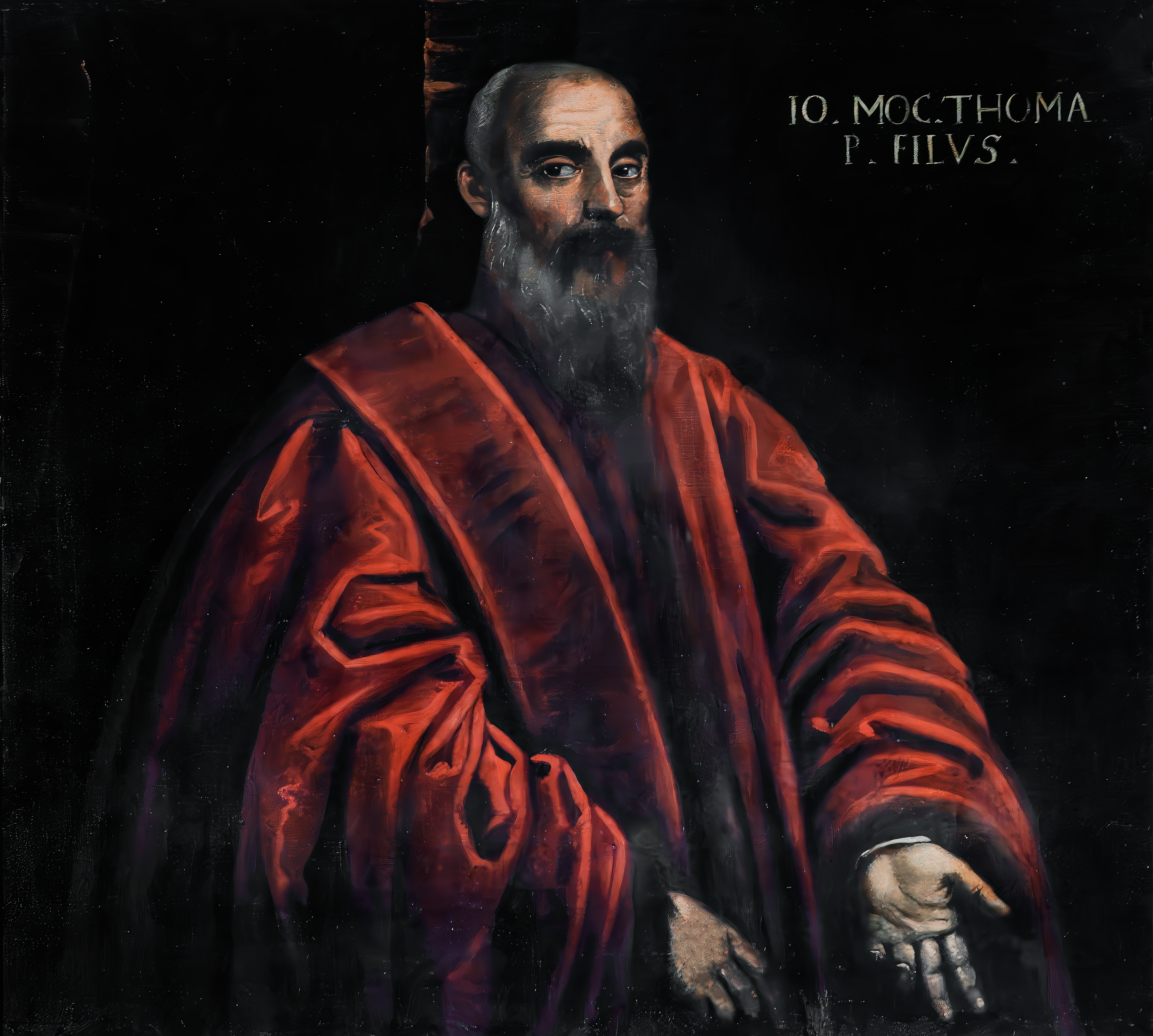
Portrait de Giovanni Tommaso Mocenigo
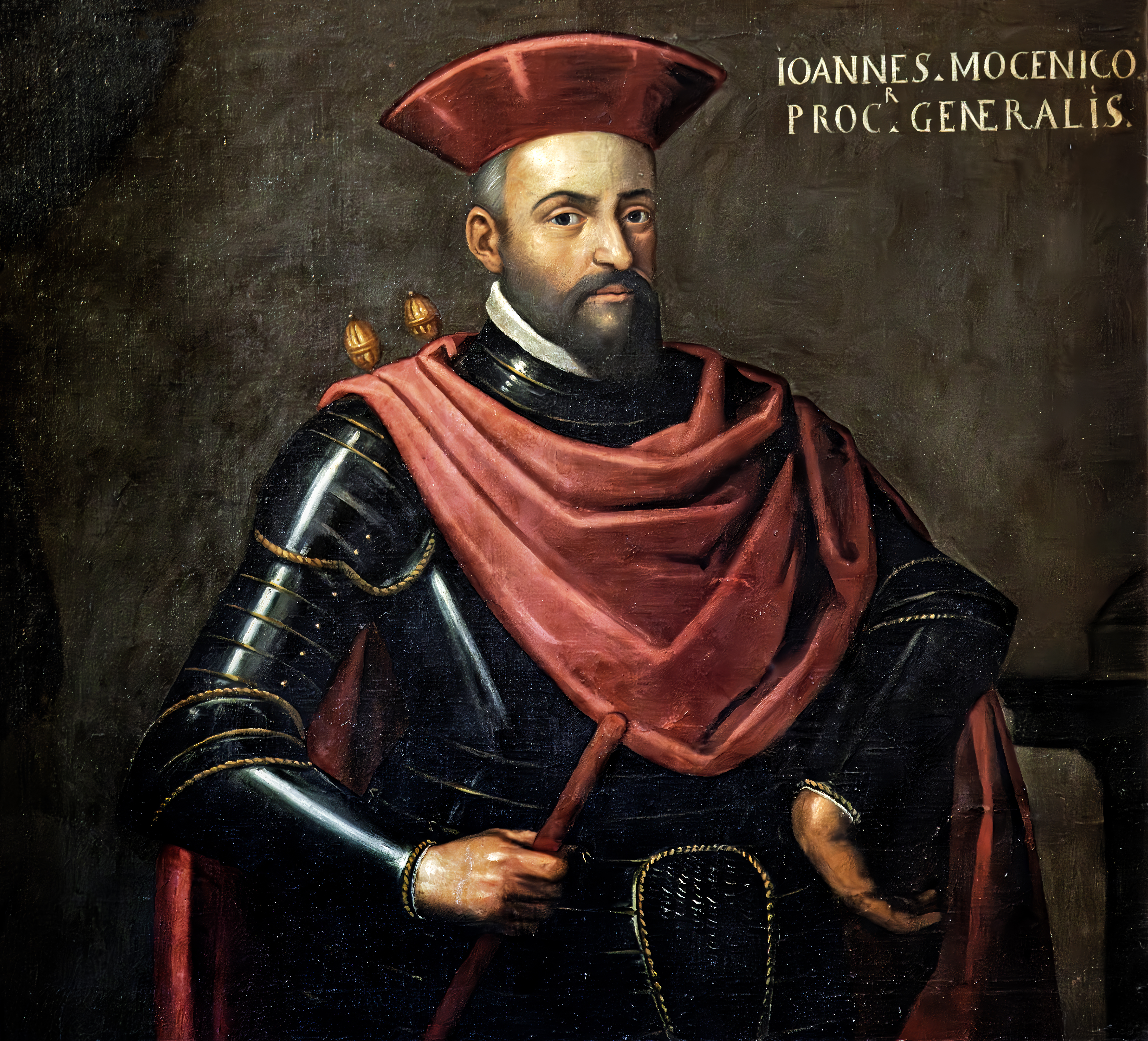
Portrait du procureur général Giovanni Mocenigo
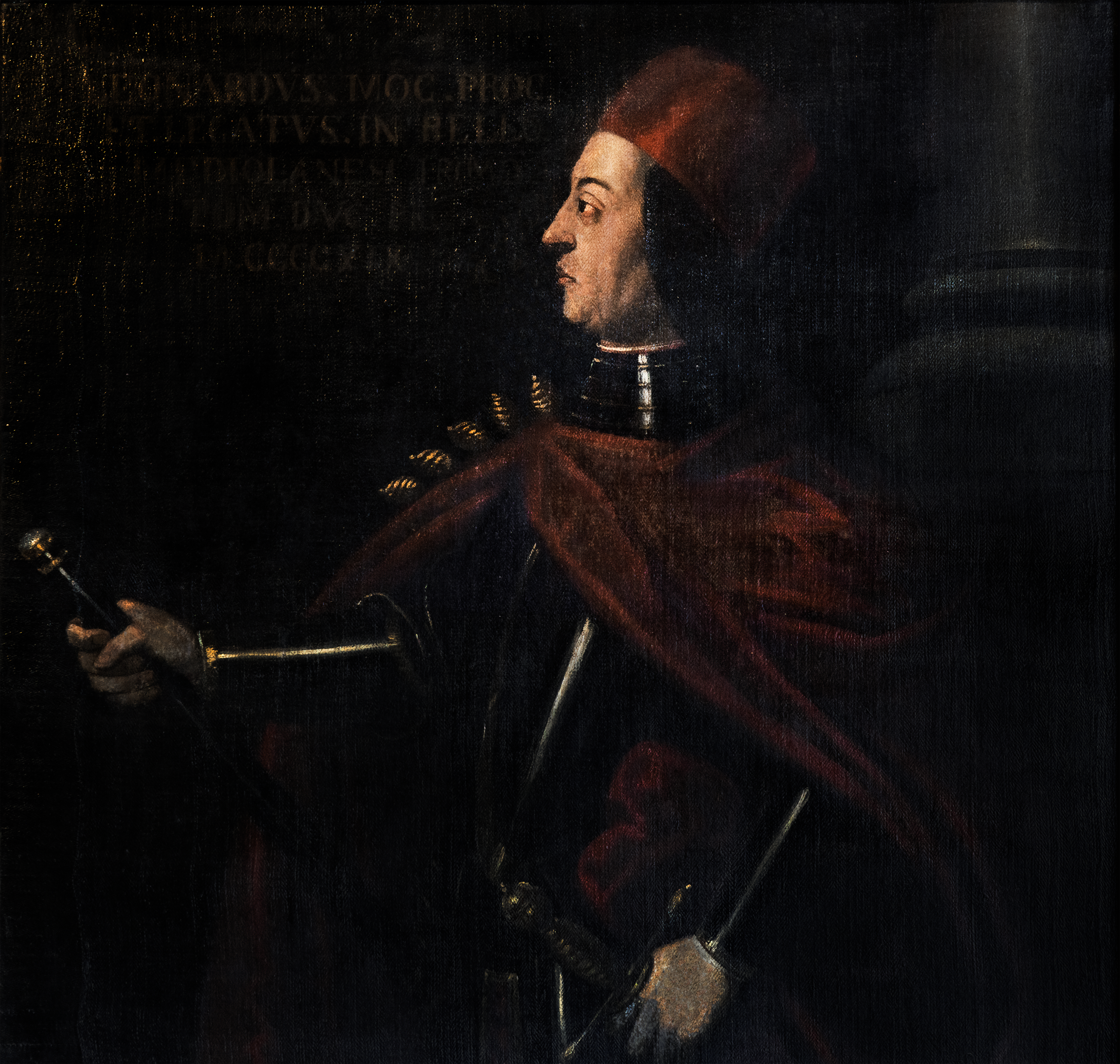
Portrait du capitaine Leonardo Mocenigo
Portrait d'un Gentilhomme pastel par Francesco Pavona.
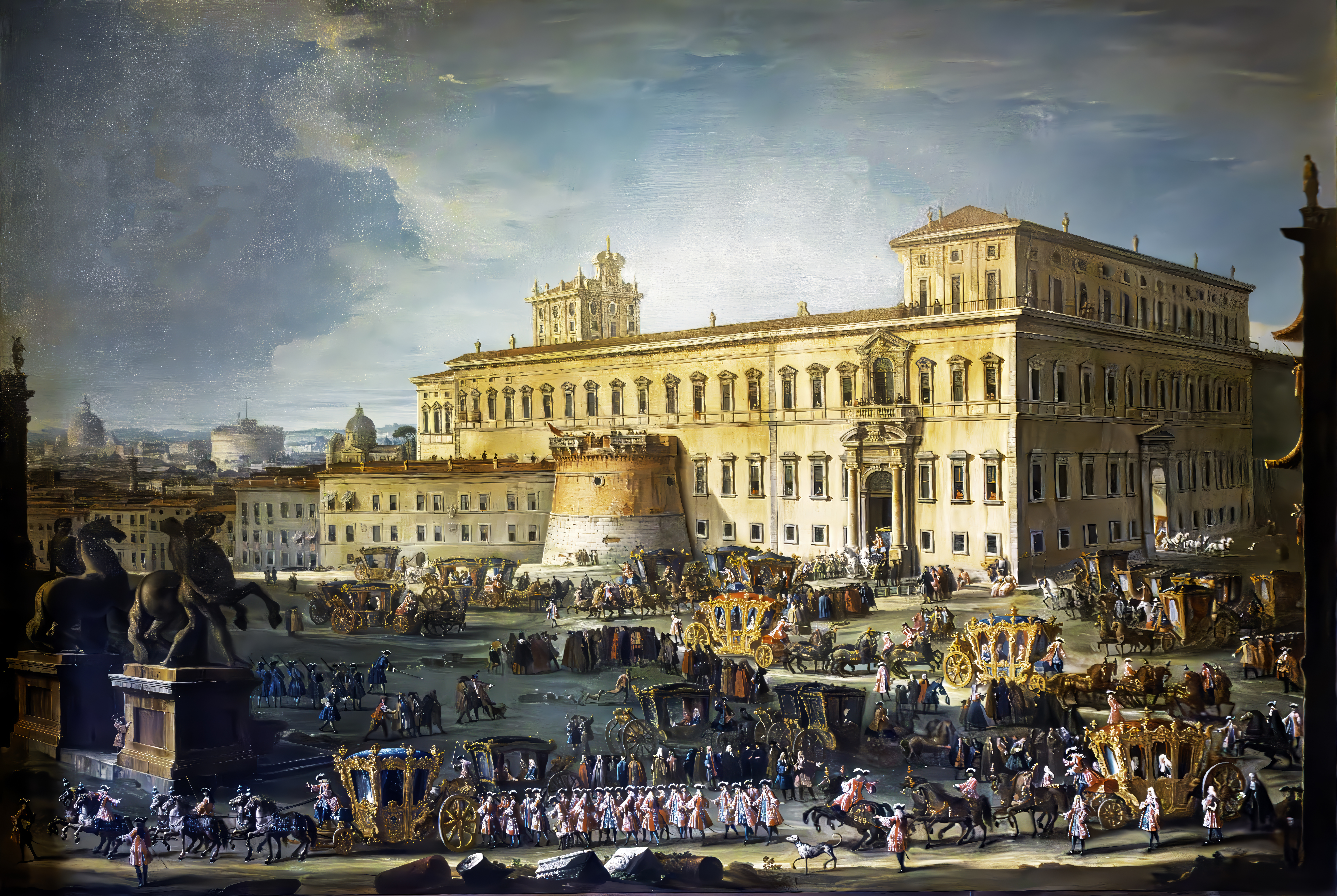
Cortège de Pietro Mocenigo au Quirinale (1761) par Antonio Joli
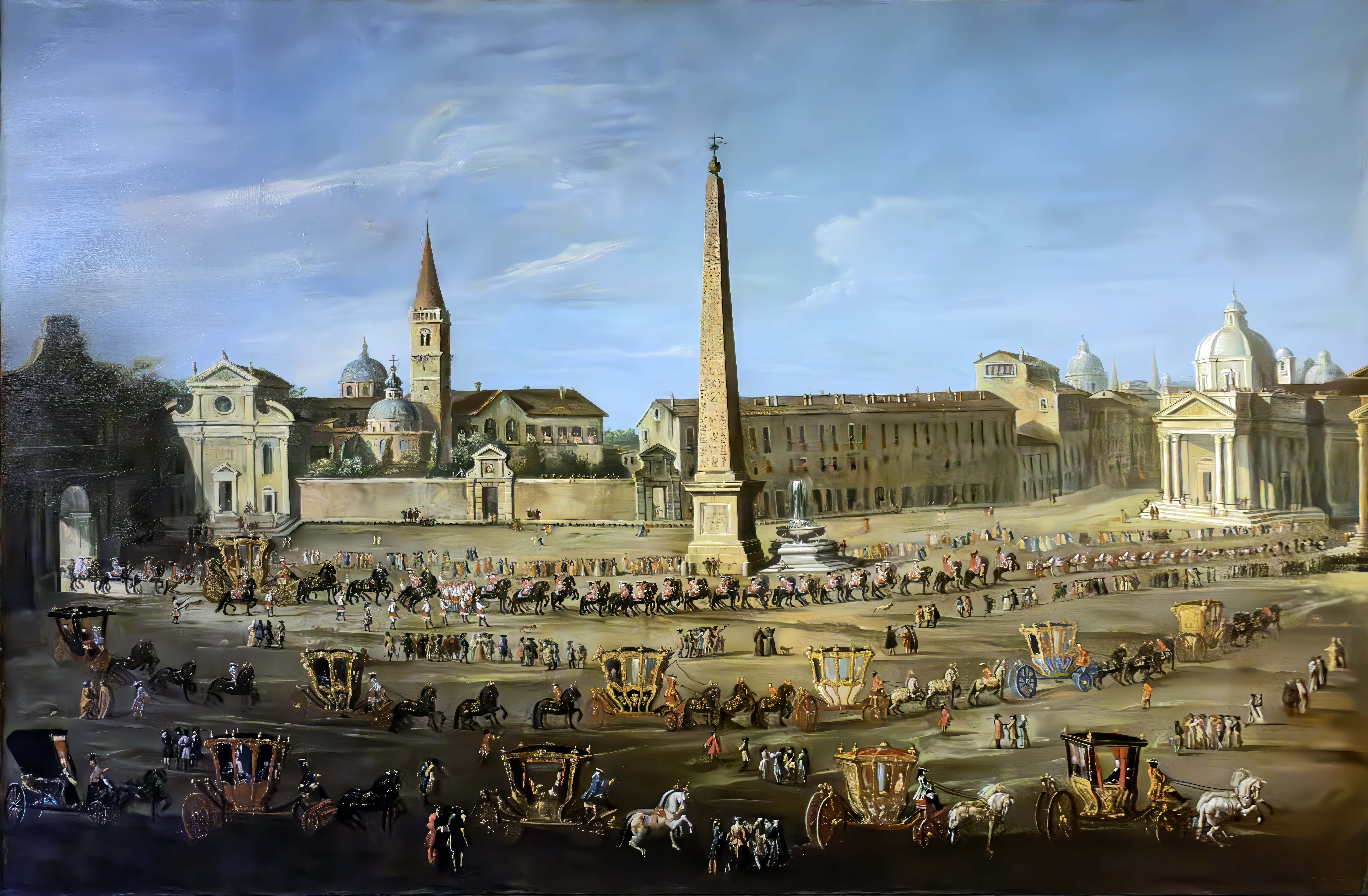
Entrée de Pietro Mocenigo, ambassadeur auprès du pape, sur la Piazza del Popolo (1761) par Antonio Joli
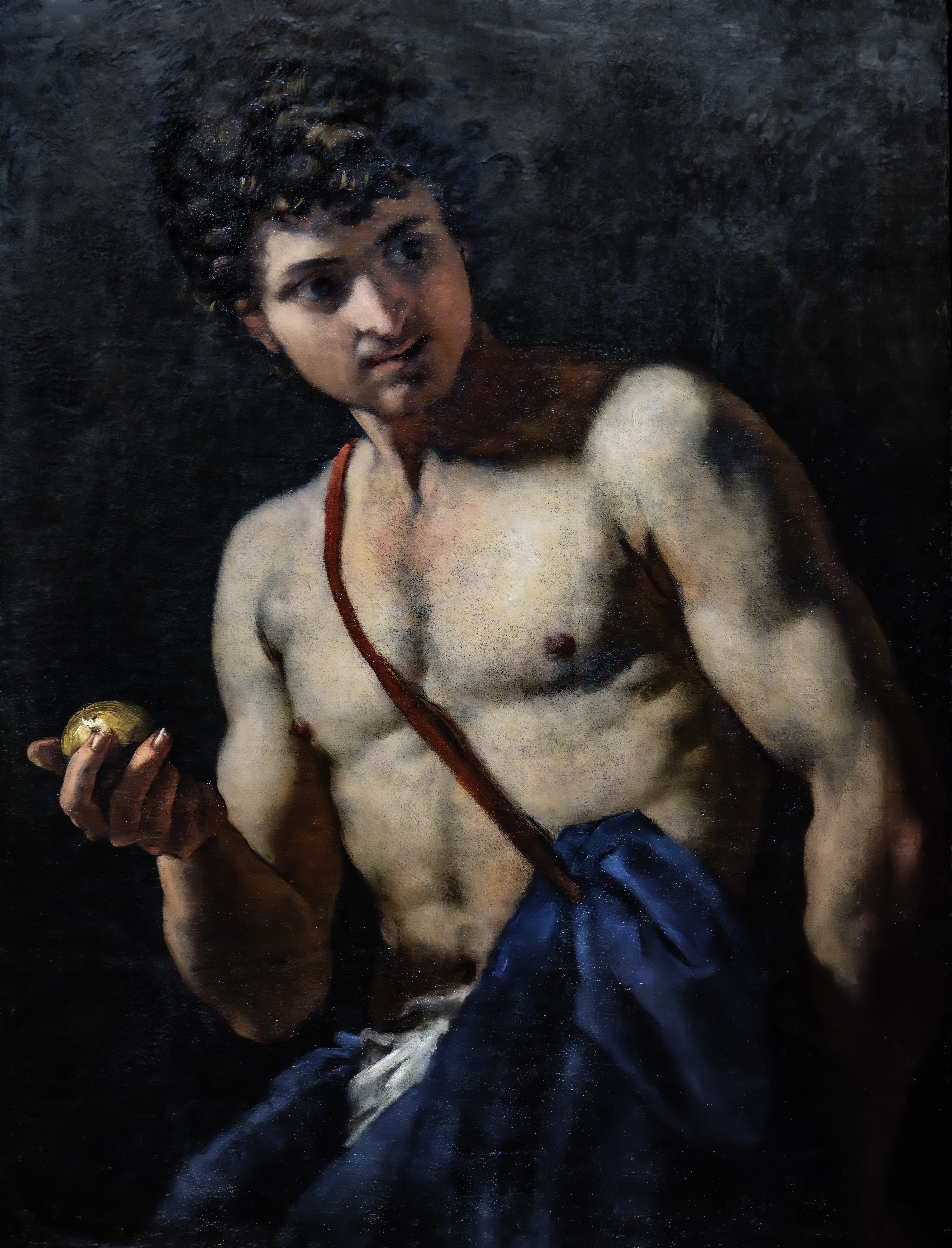
Pâris avec la pomme d'or Johann Carl Loth
Rébecca au puits (1690-1695) Gregorio Lazzarini
Judith et Holopherne, copie d'aprèse Johann Liss
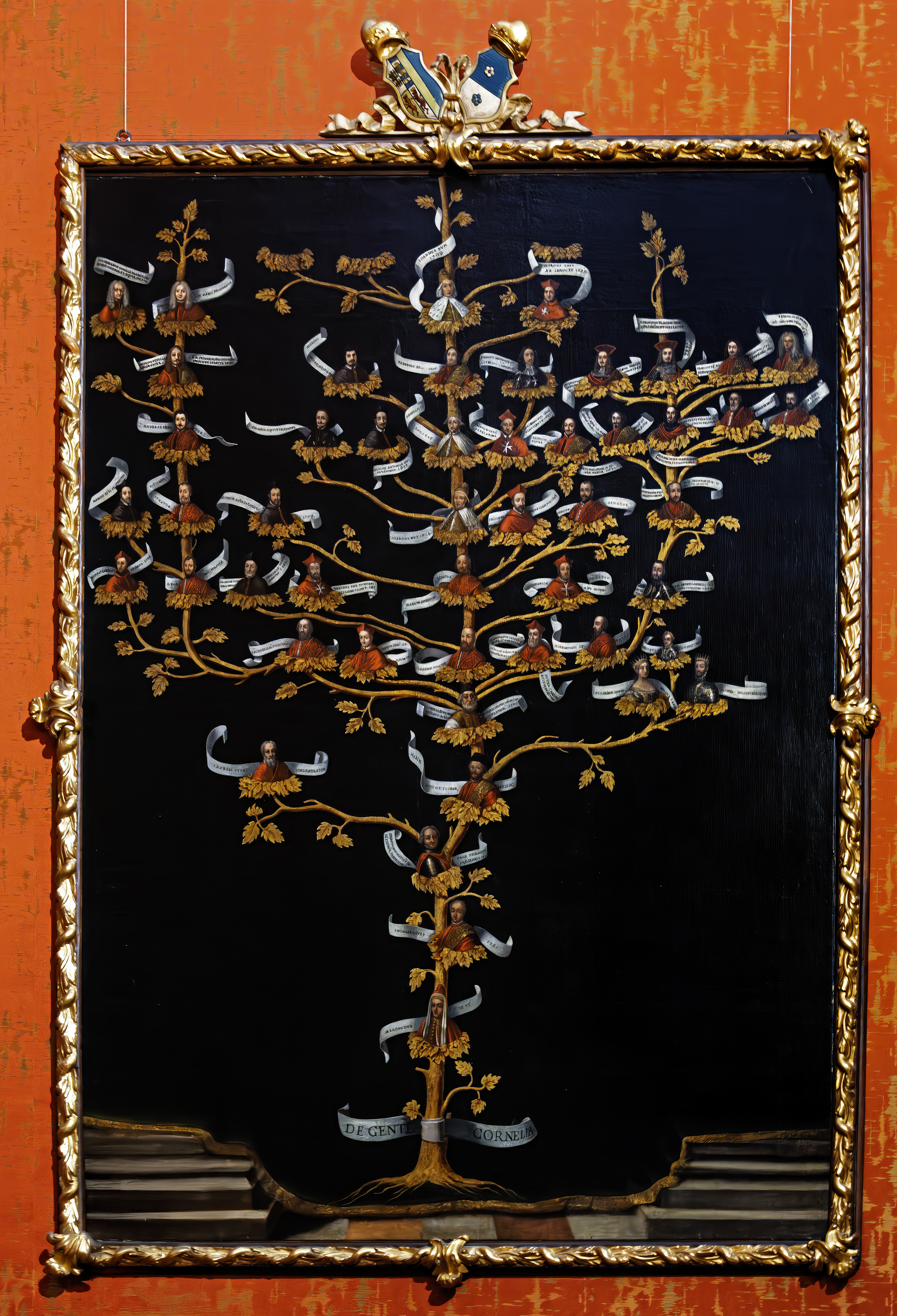
Arbre généalogique de la famille Corner, Travail vénitien du XVIIIe
Portrait du Doge Alviso Contarini, 1677
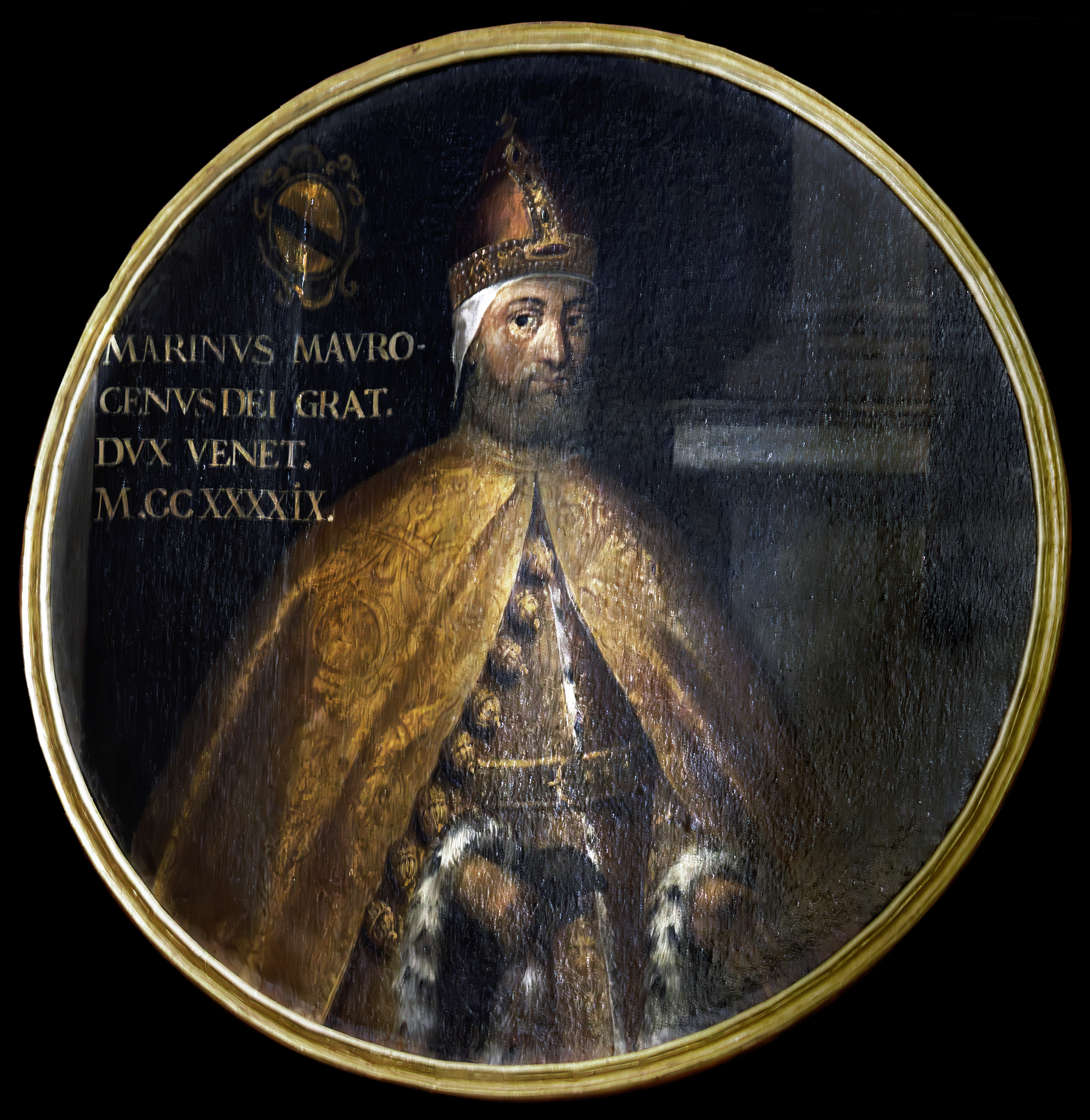
Portrait du Doge Marino Morosini  Travail vénitien du XVIIe
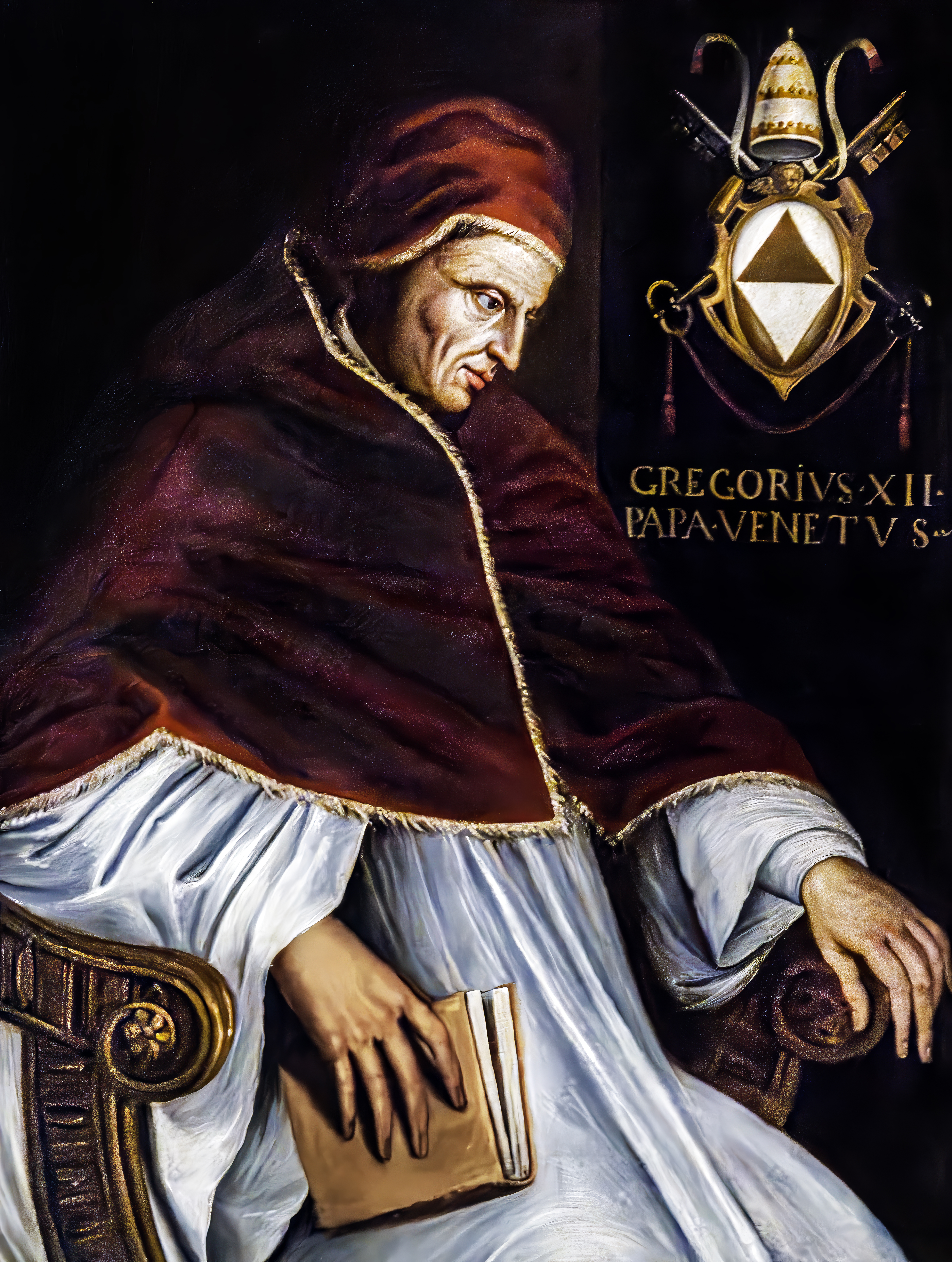
Portrait du pape Grégoire XII, Travail vénitien du XVIIe
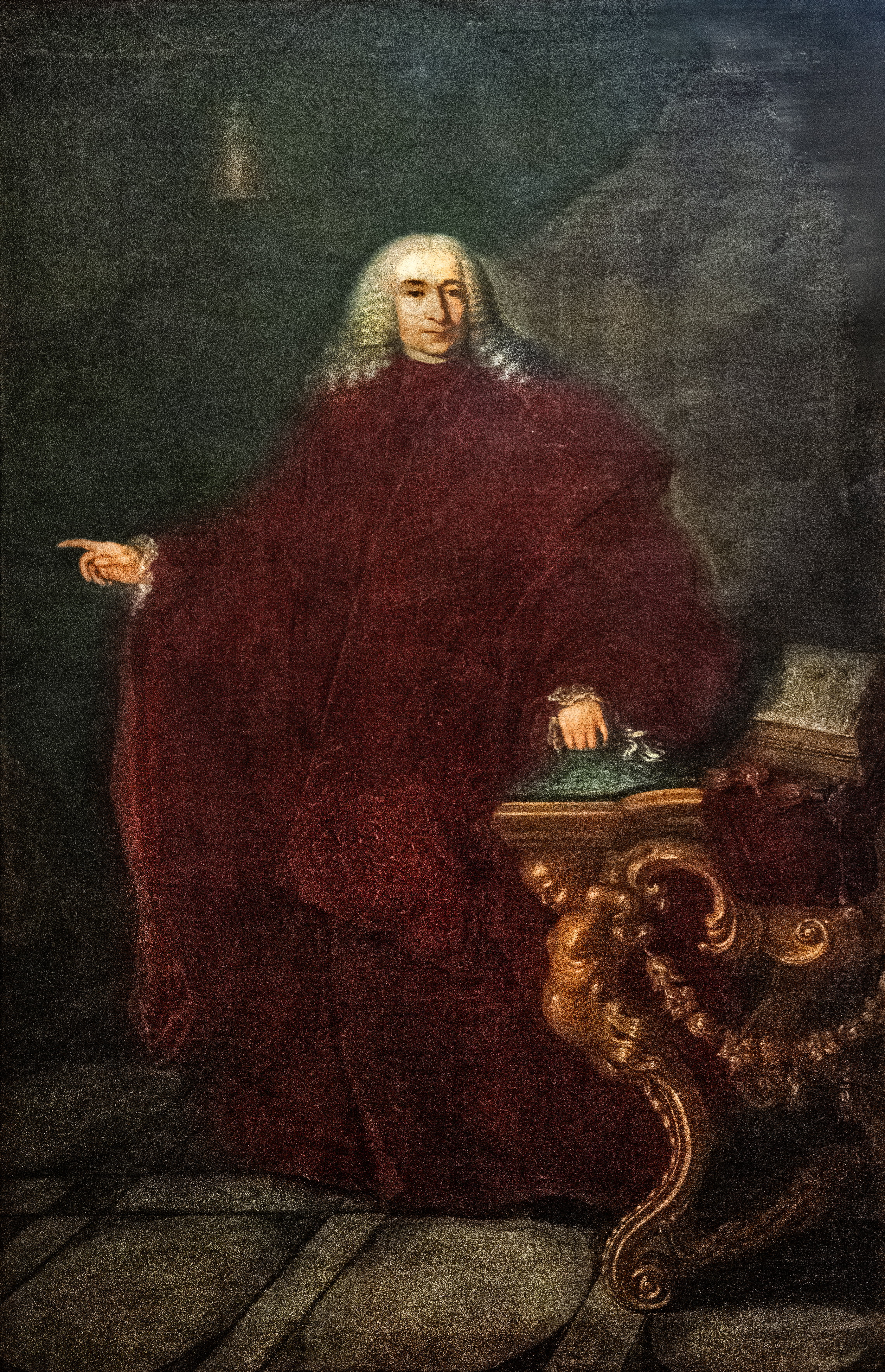
Portrait d'un magistrat par Bartolomeo Nazari
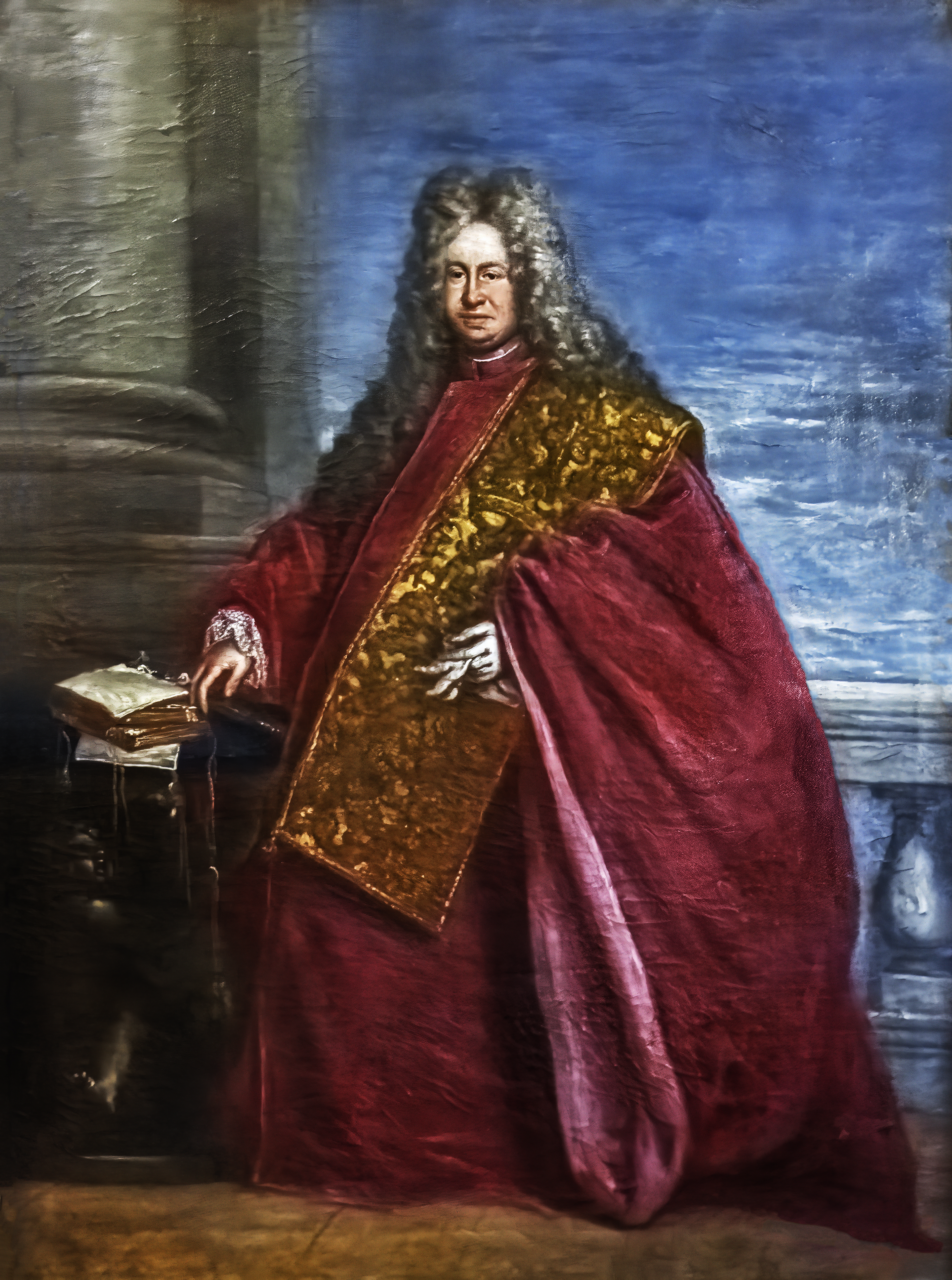
Portrait d'Angelo Correr
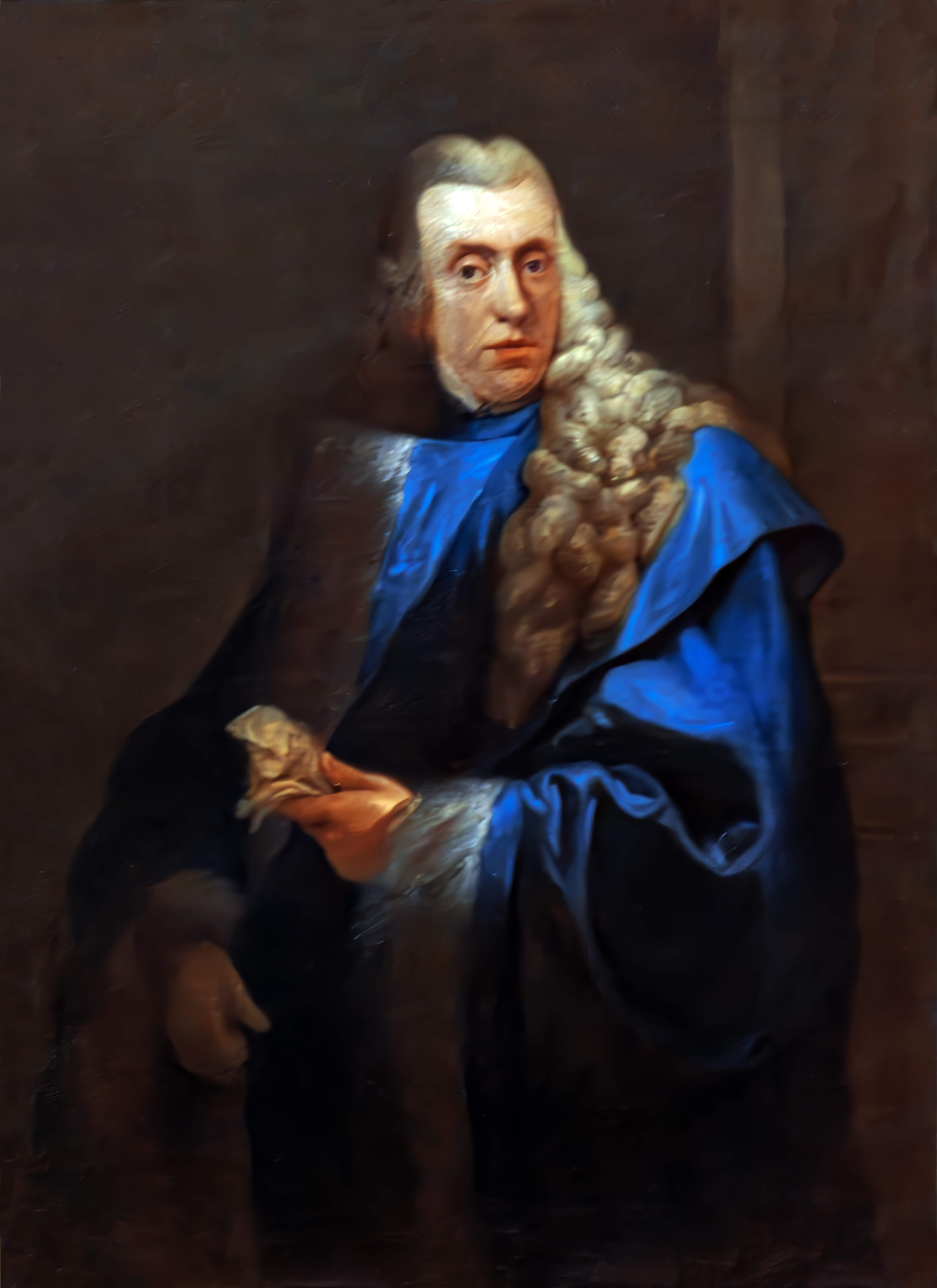
Portrait de Marcantonio Michiel 1795
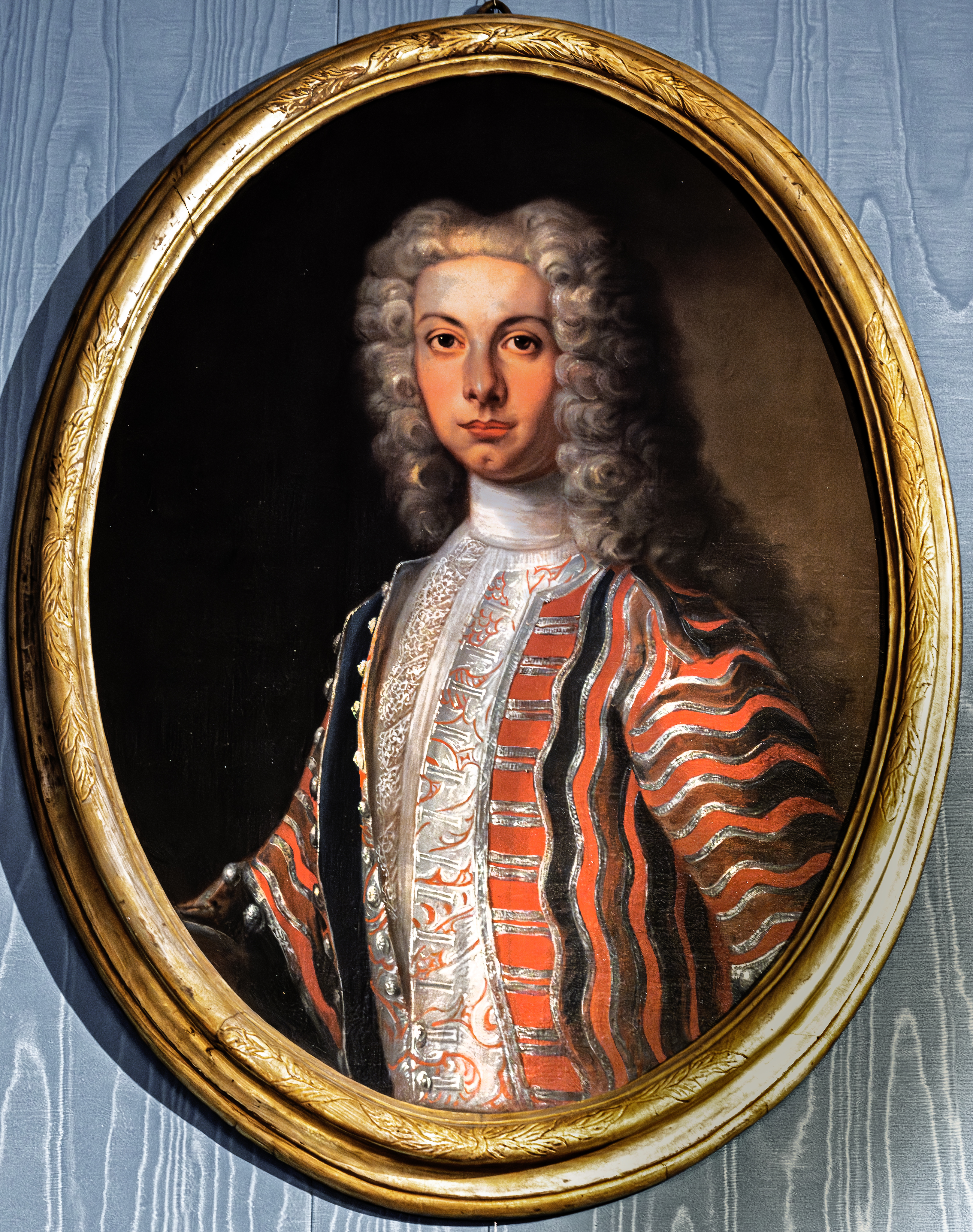
Portrait du marquis Scipione Repeta, 1726
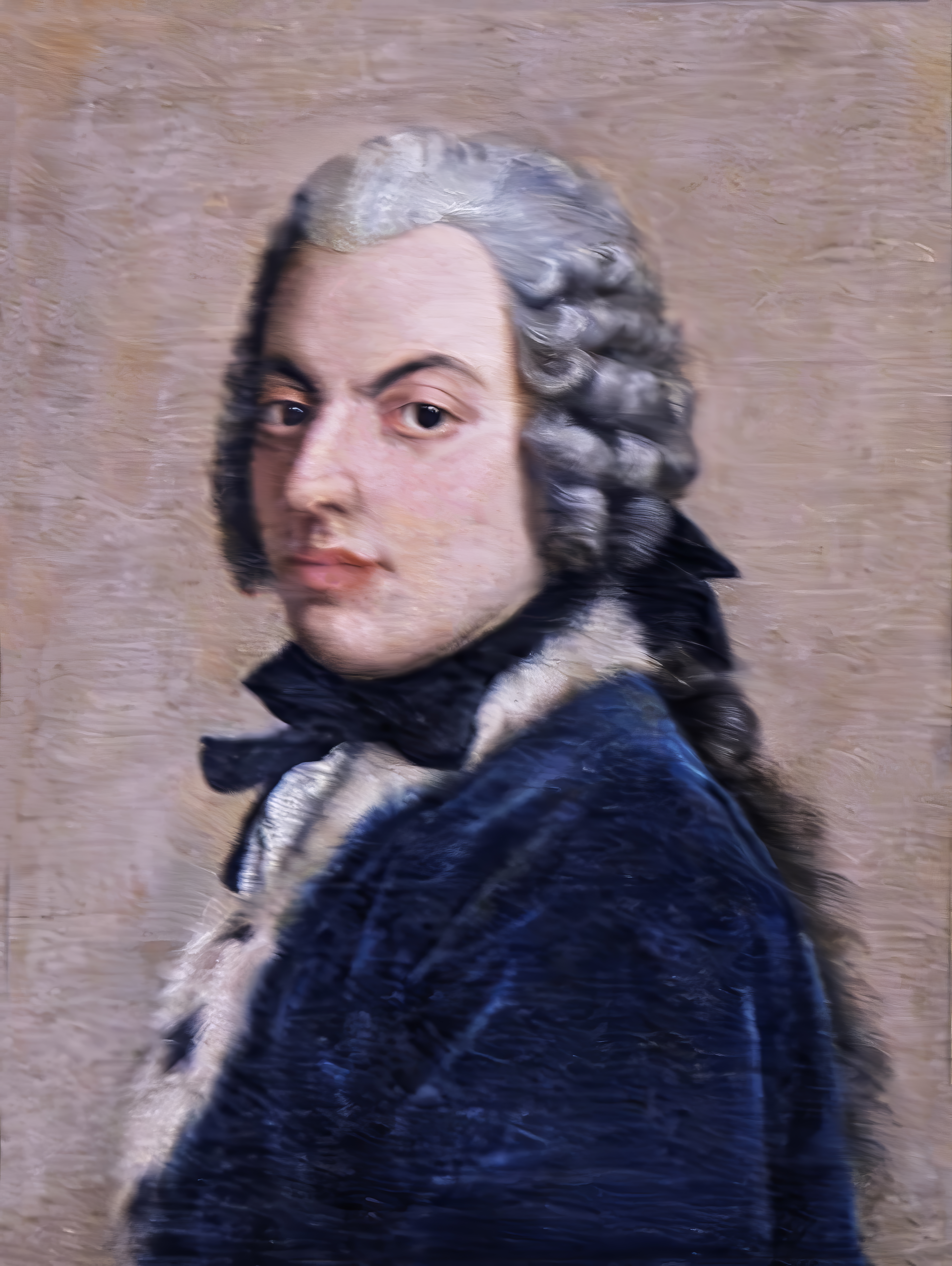
Portrait de Francesco Algarotti, d'après le portrait de Jean-Étienne Liotard du Rijksmuseum.
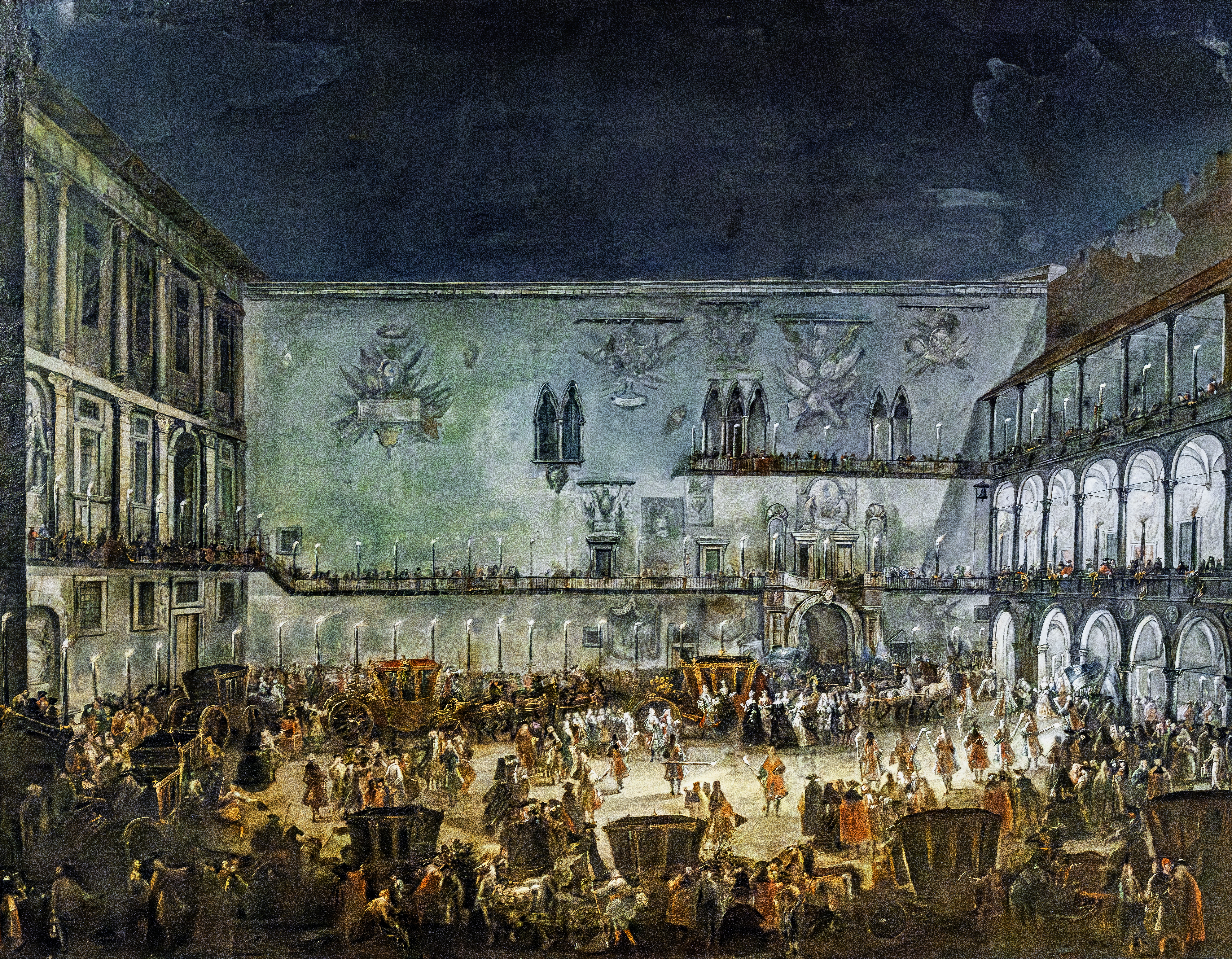
Arrivée de la princesse Violante de Médicis à Vérone, Travail vénitien du XVIIe
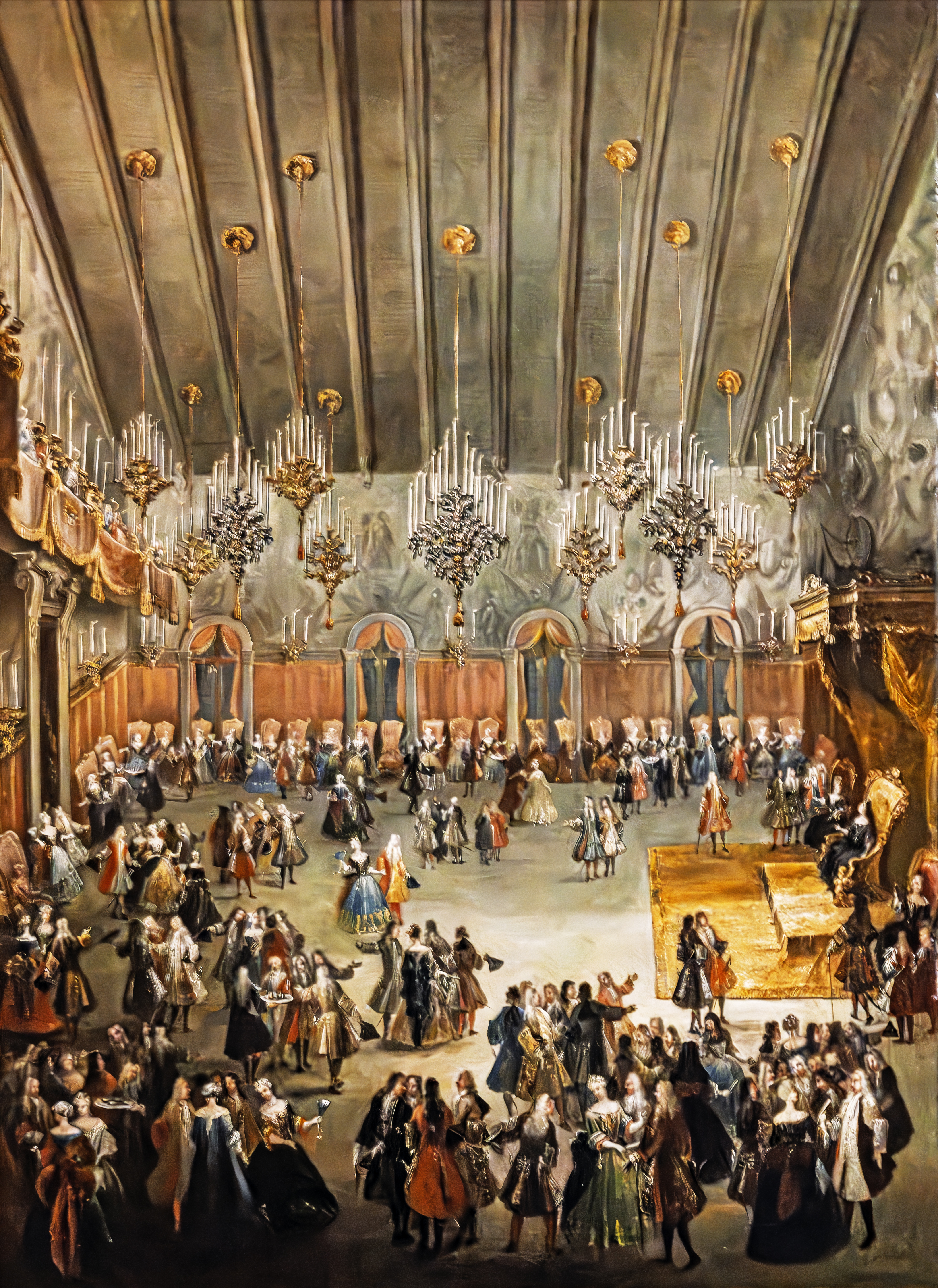
Bal en l'honneur de Violante de Médicis, Travail vénitien du XVIIe
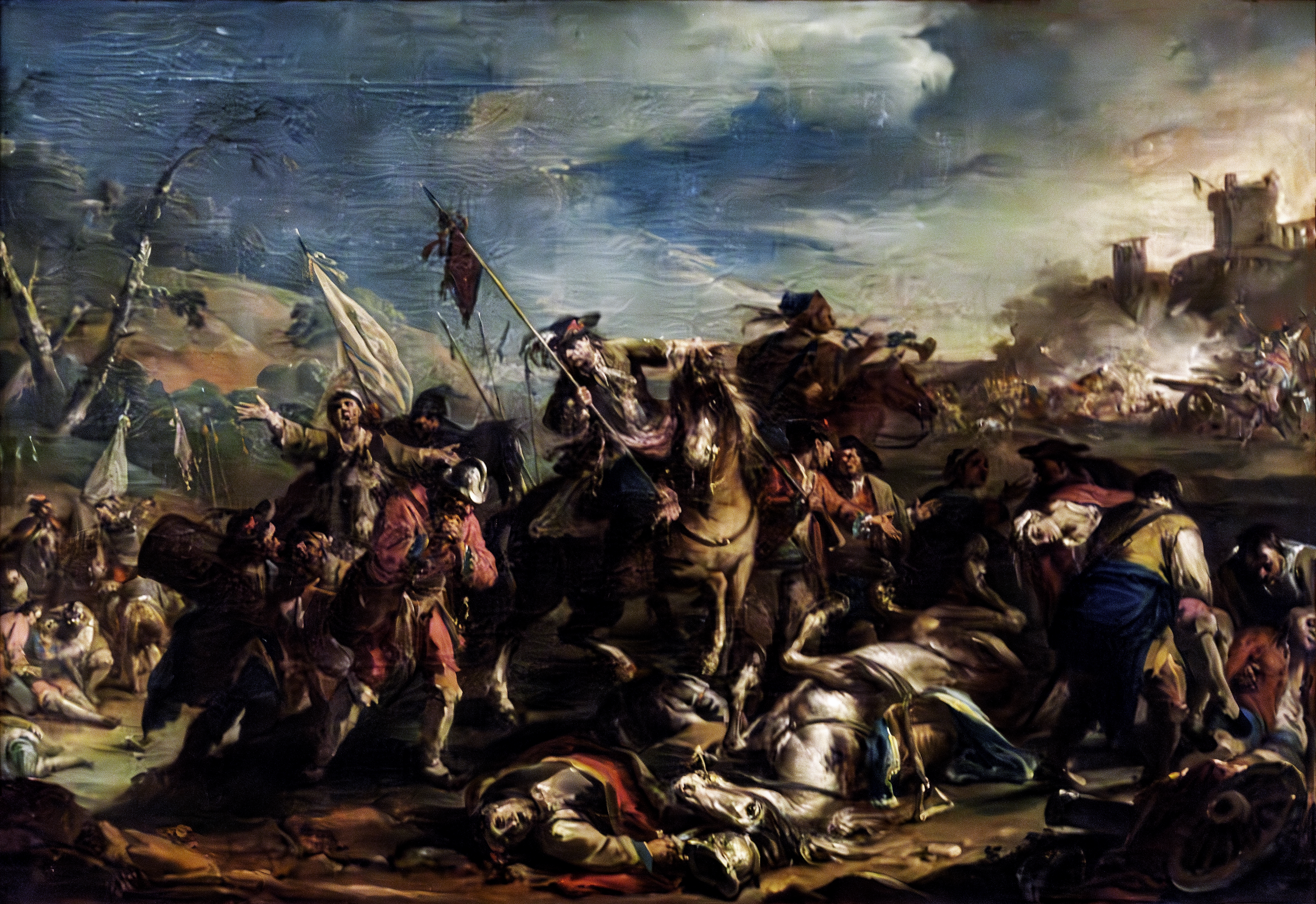
Scène de bataille par Ilario Spolverini

### Les tissus et les costumes
Le bâtiment est peuplé de mannequins portant des vêtements précieux et des accessoires anciens appartenant au Centre d’études sur l’histoire du tissu et du costume, rattaché au musée. Fabriqués à partir de tissus façonnés, ornés de broderies et de dentelles, ils documentent le savoir-faire des artisans de l’époque ainsi que l’élégance raffinée et luxueuse qui a fait la renommée des Vénitiens.

### Le parfum
Ces artefacts permettent d’apprécier la spécificité du musée en ce qui concerne l’histoire de la mode et ses évolutions continues, tant du point de vue du textile que de l’habillement. C’est cette spécificité qui a dicté la création d’une nouvelle section consacrée au parfum, mettant en valeur le rôle fondamental de la ville dans les origines de cette tradition esthétique, cosmétique et entrepreneuriale. Six salles sont consacrées au parfum, présentant des outils multimédias et des expériences sensorielles le long d’un parcours. 

### Autres espaces muséaux
Le musée abrite également une salle de projections la Casa del Cinema, un espace de consultation de la cinémathèque. 
Il dispose également d'une bibliothèque spécialisée dans le secteur du tissu, des costumes  et de la mode.
Au rez-de-chaussée, une salle multimédia, un laboratoire du parfums et une White Room (espace pour des événements temporaires).